# Suana riemsdyki
Suana riemsdyki is een vlinder uit de familie van de spinners (Lasiocampidae). De wetenschappelijke naam van de soort is voor het eerst geldig gepubliceerd in 1889 door Heylaerts.